# Thăm dò trọng lực
Thăm dò trọng lực (Gravimetry) là một phương pháp của Địa vật lý, thực hiện đo Trọng trường Trái Đất để xác định ra phần dị thường trọng lực, từ đó xác định phân bố mật độ dư của các khối đất đá, giải đoán ra cấu trúc địa chất và tính chất, trạng thái của đất đá.
Phương pháp được sử dụng trong nghiên cứu Vật lý Địa cầu và trong địa vật lý thăm dò: khảo sát địa chất tổng quát, tìm kiếm dầu khí, tìm kiếm khoáng sản, điều tra địa chất môi trường và tai biến tự nhiên,... trên đất liền và trên biển.
Nó cũng được sử dụng trong quân sự để dò tìm công trình ngầm như đường hầm, hầm cố thủ,... là những vật thể có mật độ khác hẳn môi trường xung quanh, như hệ thống dò tìm do Lockheed Martin nghiên cứu và phát triển .

## Cơ sở phương pháp
Theo Định luật vạn vật hấp dẫn của Newton, tương tác hấp dẫn của Trái Đất cùng với lực ly tâm do sự xoay của Trái Đất tạo ra trọng trường Trái Đất, tác động lên các vật thể và dẫn đến các vật thể có trọng lượng. 
Khái quát Trái Đất là khối gồm các lớp với mật độ làm trơn theo lớp, thì trọng trường ứng với nó được gọi là trường bình thường. Mặt đẳng thế ứng với mực nước biển trung bình (MSL, Mean sea level) gọi là geoid, tức là trên đại dương mặt geoid trùng với mặt nước biển yên tĩnh với giả định không có thủy triều và sóng.
Geoid là cơ sở để lập ra ellipsoid quy chiếu hay hình cầu dẹt của Trái Đất, là nền tảng trong môn trắc địa để lập ra bản đồ địa hình trên Trái Đất.
Đơn vị đo trọng trường là gal, được định nghĩa bằng 1 cm/s2.
Sự khác nhau của mật độ đất đá trong các phần của vỏ Trái Đất dẫn đến trọng lực ở vị trí cụ thể là khác nhau. Đo trọng lực và trừ đi phần trường bình thường, sẽ thu được trường dị thường trọng lực, hoàn toàn đặc trưng cho khối vật liệu đó. Nó tương ứng với lực hấp dẫn của khối vật liệu có mật độ nào đó trừ đi phần mật độ "bình thường", và được gọi là mật độ dư. Mật độ dư âm dẫn tới dị thường âm, tức là trọng trường ở đó nhỏ hơn trường bình thường.
Các dị thường rộng lớn liên quan đến đối tượng nằm sâu hay trải rộng, gọi là dị thường khu vực (Regional). Các dị thường chiếm diện tích nhỏ hơn là dị thường địa phương (Local), và nhỏ nữa - dị thường cục bộ, có nguồn gốc nằm nông.

### Các biến thiên
Các biến thiên chính liên quan đến lực hấp dẫn của mặt trời, mặt trăng, và có dáng điệu như thủy triều.

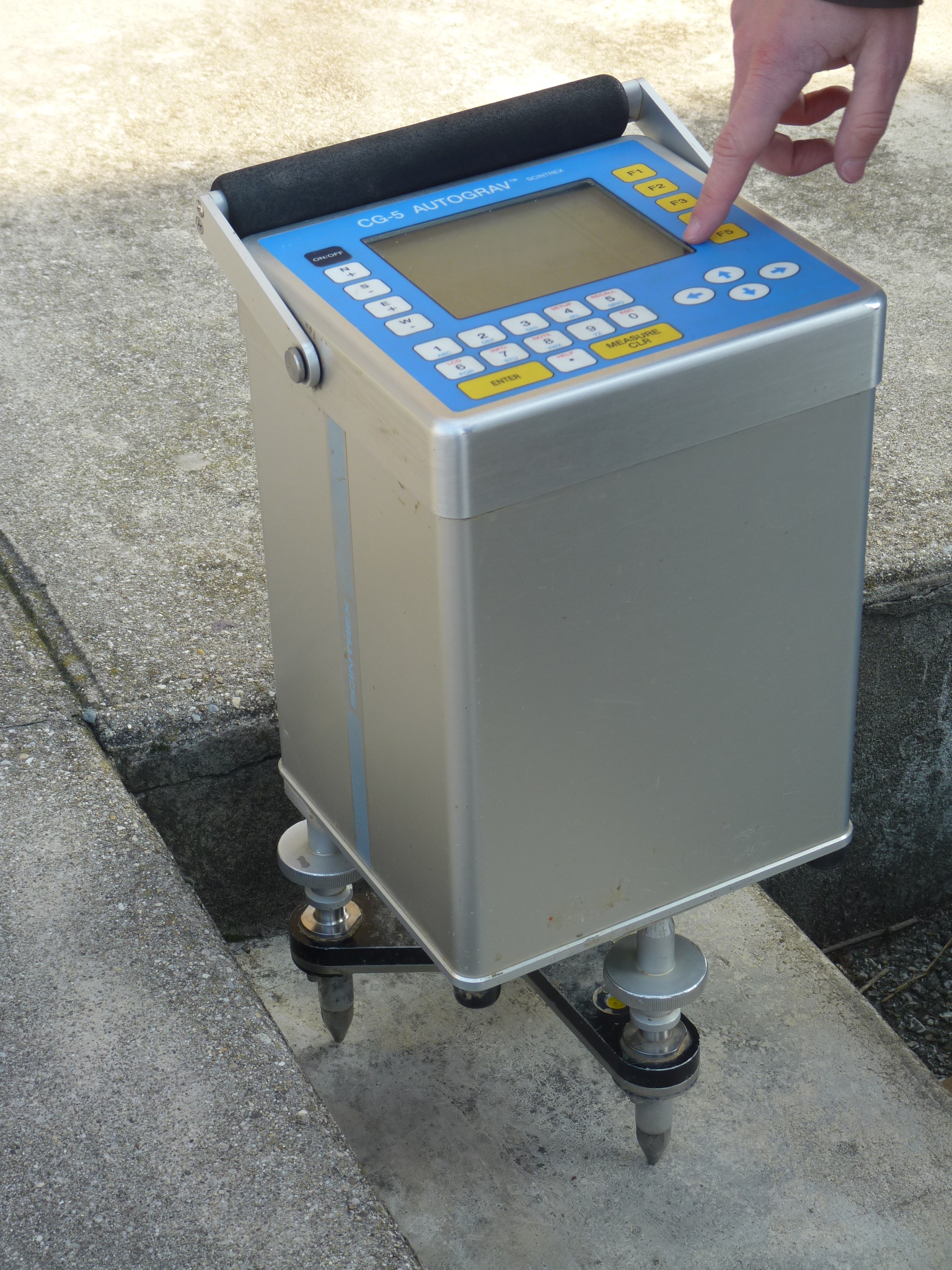
Máy Autograv CG-5 Gravimeter đang làm việc

## Thiết bị đo đạc
Nền tảng của máy đo trọng lực được Lucien Lacoste và Arnold Romberg phát triển năm 1936. Đến năm 1965 thì các cải tiến cho máy đo trên tàu biển và máy bay được hoàn thiện. Từ 2005, các máy đo trọng lực được số hóa (digital) hoàn toàn.
Máy đo trọng lực (Gravimeter) là loại máy đo gia tốc, chuyên dùng để đo gia tốc trọng trường, được thiết kế cực nhạy để đo những thay đổi cực nhỏ gây ra bởi các cấu trúc địa chất gần đó, hoặc của hình dạng của Trái Đất, và do các biến động thủy triều. Máy đo trọng lực hiển thị đo lường bằng đơn vị của gal, được định nghĩa bằng 1 cm/s2, thay vì các đơn vị phổ biến hơn của gia tốc.
Máy đo gradient trọng lực (Gravity gradiometer) là loại máy có nhiều cảm biến gia tốc đặt cách nhau một khoảng cách và hướng xác định sao cho chúng tạo ra cặp theo hướng đó. Số cặp ít nhất là 1. Nó cho phép thu được độ chênh trường theo hướng đó và hiển thị ra kết quả là gradient. Đo trực tiếp gradient loại trừ ảnh hưởng của các biến thiên, nhiễu trường,... và là phương tiện phát hiện dị thường nhỏ và tương đối gần điểm đo.
Các biến thể máy
- Máy đo trọng lực đường bộ là máy gọn nhất dùng cho đo đường bộ. Nó dùng các bọt thủy để chỉnh vị trí cân bằng.
- Máy đo trên máy bay: Ví dụ Micro-g LaCoste Air-Sea System II Gravity Meter (Mỹ)[3] là hệ thống đo trên máy bay và tàu biển, sử dụng con quay hồi chuyển để duy trì định hướng.
- Máy đo trên boong tàu thuyền đang chạy, như máy ZLS.[4]
- Máy đo sát đáy kéo theo tàu để có độ chi tiết tốt hơn, như hệ thống Submersible Gravimeter dùng máy trọng lực Micro-g LaCoste S-174[5] lắp trên hệ các đăng.[6]
- Máy đo điểm ở đáy biển bằng hệ thống điều khiển xa như Seafloor Gravimeter ROVDOG (Remotely Operated Vehicle deployed Deep Ocean Gravimeter)[7], đạt được độ chi tiết gần như đo trên mặt đất.

## Bố trí quan sát
Thông thường thực hiện đo giá trị trường. Trong các khảo sát cần độ chi tiết và khả năng phát hiện đối tượng cao thì đo gradient trường bằng Máy đo gradient trọng lực. Kiểu đo này cho ra độ chênh trường tại cùng thời điểm và hoàn cảnh môi trường, nên có gradient trường chân thực, hơn hẳn gradient tính được từ số liệu đo trường.
Khi đo khảo sát bằng Máy đo trọng lực tương đối, phải lập ra Lưới điểm tựa (Control network) là lưới các điểm có giá trị trường được đo bằng máy có độ chính xác cao hơn, làm mốc giá trị trường. Chuyến đo phải bắt đầu và kết thúc bằng đo tại Điểm tựa. Trong thăm dò thì các chuyến đo cần được thực hiện trong thời gian có biến thiên trường gần tuyến tính.

### Đo đường bộ
Đo theo tuyến chuẩn bị sẵn hoặc theo hành trình bằng máy đo trọng lực đường bộ. Cùng với đo trường phải đo tọa độ và độ cao.

### Đo trên tàu biển
Đo trên boong tàu đang chạy, đo kéo theo sát đáy, hay đo điểm tùy theo nhiệm vụ khảo sát và phương tiện.
Trên đại dương sâu vài ngàn mét thì dùng máy đo thả xuống dưới sâu sẽ thu được độ chi tiết tốt hơn là đo trên mặt nước.

### Đo trên máy bay
Dùng máy đo trọng lực máy bay, đo theo tuyến vạch trên bản đồ địa hình dẫn đường.

## Vi trọng lực
Vi trọng lực (Microgravimetry) là nhánh thăm dò trọng lực chi tiết chính xác cao, chủ yếu thực hiện trên bộ, để phát hiện các dị thường mật độ nhỏ cục bộ, như các ổ rỗng các kiểu, hầm ngầm, bunker,... Nó phục vụ tốt cho địa chất công trình, địa chất môi trường và tai biến tự nhiên trong việc tìm nguy cơ xảy ra sụt đất (Sinkhole) ở những độ sâu không bị hạn chế.
Đo Vi trọng lực thực hiện bằng các máy có độ nhạy cao, và các máy đo gradient có ưu thế hơn trong việc phát hiện dị thường. Để loại trừ được các ảnh hưởng của nhiễu và trôi dạt tham số của máy, thì phải khép chuyến đo bằng đo tại Điểm tựa trong một vài tiếng.

## Xử lý phân tích

### Khử trường bình thường
Số liệu trường bình thường được nội suy theo tọa độ điểm đo, và trừ khỏi số liệu quan sát.

### Khử biến thiên
Số liệu biến thiên được nội suy theo thời gian thực hiện đo tại điểm trên tuyến, và trừ khỏi số liệu quan sát.

### Hiệu chỉnh độ cao điểm đo
Hiệu chỉnh các điểm đo có cao độ khác nhau về mặt quy ước, ví dụ về mặt Ellipsoid quy chiếu của Trái Đất. Các khảo sát vùng hẹp thì coi bản đồ là phẳng, và hiệu chỉnh về mức độ cao nào đó, thường là 0 m.

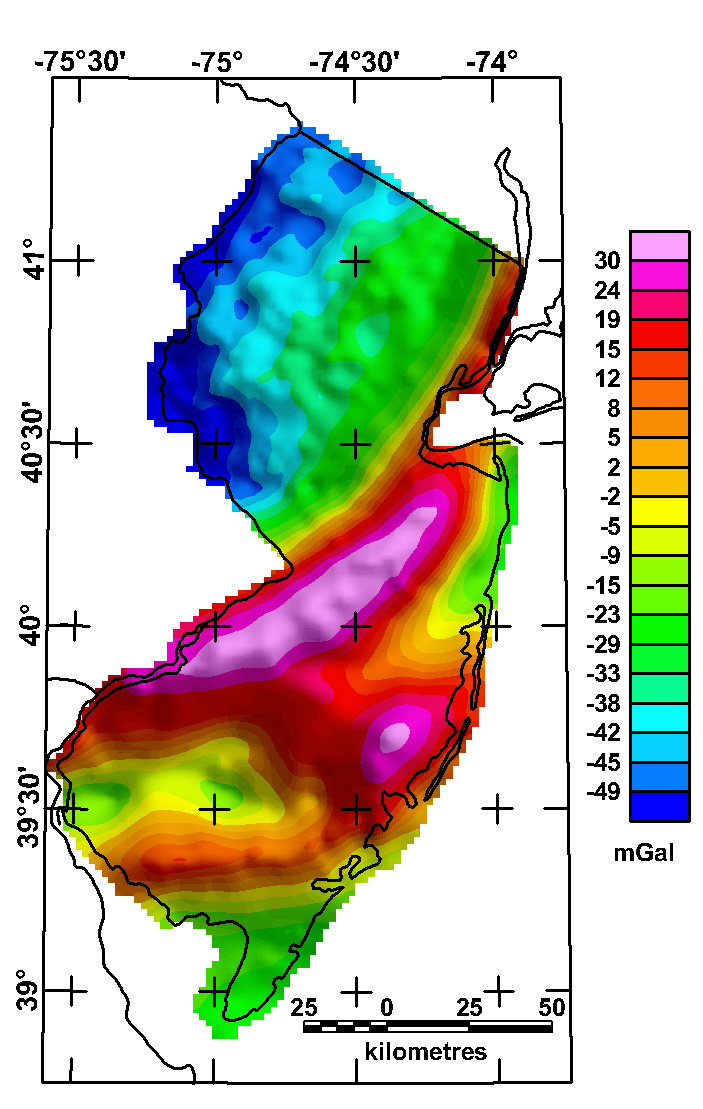
Bản đồ dị thường trọng lực (Bouguer) ở bang New Jersey (USGS)

### Hiệu chỉnh địa hình
Hiệu chỉnh địa hình là công việc rối rắm nhất. Nội dung của nó là khử bỏ lực hẫp dẫn của các khối đồi núi ở cạnh điểm đo gây ra. Dựa theo bản đồ địa hình, chia đồi núi ra các ô và tính lực hấp dẫn. Có những phần mềm thực hiện công việc này dựa theo bản đồ địa hình đã số hóa.

### Khử sai số khớp tuyến
Vì rất nhiều lý do, mà các phép đo các trường dạng thế (Potential) như trường trọng lực, từ trường,... sau khi đã hiệu chỉnh các thứ, vẫn để lại các giá trị khác nhau tại các điểm cắt của các hành trình đo.
Để lập ra bản đồ trường dị thường thì phải khử sai số khớp tuyến, thực hiện bằng nhiều thuật giải khác nhau. Các điểm cắt và sai số khớp được tập hợp và phân bố cho các hướng tuyến, rồi tính ra lượng hiệu chỉnh cho từng điểm đo.

### Lập bản đồ trường dị thường
Số liệu được dùng cho vẽ bản đồ đẳng trị, thực hiện bằng các phần mềm, như Golden Software's Surfer.
Nhìn định tính, bản đồ cho biết nơi trường dị thường âm thì đất đá có mật độ nhẹ hơn trung bình (gọi là mật độ dư âm), nơi có trường dị thường dương thì mật độ nặng hơn trung bình (gọi là mật độ dư dương). Sự sắp đặt của các dải dị thường cho thấy hình thái cấu trúc vật lý - địa chất của vùng, từ đó luận giải ra các yếu tố kiến tạo.
Trong trường hợp thuận lợi, có thể tính ra vị trí và kích cỡ khối vật chất gây dị thường, với mật độ dư xách định.

## Đối tượng nghiên cứu
- Thạch quyển
- Thủy quyển